# Кушанське царство
Куша́нська імпе́рія (бактр. Κοϸανο, Кошано) — стародавня держава, що існувала в 1-3 століттях та виникла в Бактрії, на обох берегах річки Вахш у її середній течії, на теренах сучасних Афганістану, Таджикистану і Узбекистану. Кушанська імперія контролювала середню ділянку легендарного Шовкового шляху та мала можливість отримувати значні доходи від торгівлі.
Імперія мала дипломатичні відносини з Римом, Парфією і Китаєм-Хань. Кушанська імперія була центром торговельних відносин між Римською імперією та Китаєм: за словами Алена Данієлу, «деякий час Кушанська імперія була центром основних цивілізацій».

## Політична історія кушан

### Кушани в об'єднанні тохарів-юечжі
Кушани — одне з племен етно-політичного об'єднання тохарів-юечжі, іранської кочової етногрупи, яка на кінець III ст. до н. е. кочувала у районі Ганьсу (докладніше див. юечжі). Власне про кушан стало відомо з китайських джерел стосовно подій кінця II ст. до н. е.
За часів дипломатичної місії Чжана Цяня у 129 р. до н. е. кушани разом з іншими племенами тохарів-юечжі вже кочували на пн. від р. Сирдар'ї. Ябгу (князь) кушан був одним із п'яти князів тохарів, які забезпечували провізією посланців Хань, за однією з інтерпретацій, мав власну ставку на торговельному шляху у районі сучасного Хавасту та підкорявся правителю великого Юечжі. Питання щодо кількості ябгу/сіхоу й, відповідно, племен у об'єднанні тохарів-юечжі залишається відкритим. Близько 100/99 р. до н. е. тохари заволоділи Пн. Бактрією, й території, підвладні п'яти сіхоу, ймовірно збільшилися разом з ростом держави тохарів-юечжі. Імовірно, саме з цього часу влада кушан поширилася на території, де згодом буде побудовано найвідоміші кушанські святині — Сурх-Котал, Тахті-Сангін, Рабатак (приблизно територія сучасного Баглану).
В останнє юечжів як єдине царство згадано у китайських документах, знайдених під час вивчення залишків давньої поштової станції біля Дуньхуана. Серед бамбукових паличок (давньокитайський аналог сучасної первинної документації) знайдено документ, який фіксує прибуття делегації від Да-Юечжі (Великого Юечжі) у 61 р. до н. е. Але вже в документах, датованих 43 та 37 роками до н. е., зафіксовані посольства від ще донедавна залежних від Да-Юечжі сіхоу (умовно князів) Шуанмі та Сюмі відповідно. Тобто станом на 43 р. до н. е. тохари як єдине політичне об'єднання вже не існували.

### Кушанське князівство. Кушано-парфянські війни
Аналіз нумізматичних пам'яток дає підстави для припущення, що після розвалу єдиного тохарського об'єднання близько 45 р. до н. е. у залежність від парфянського царства потрапила принаймні частина тохарських племен. Мова йде про низку емісій династів західної Бактрії, яких інколи називають династією Сапалбіза (Сапалбіз (грец. ΣAΠAΛBIZHΣ), Арсейл (грец. AΡΣEIΛHΣ), Пулаг (грец. ПΥΛΑΓΗΣ) та Паб (грец. ΠABHΣ)) Цю залежність впевнено датовано останніми десятиріччями Фраата IV Аршака.
Перший з відомих династів кушан — (Герай чи джаову ?) Санаб Кушан (легенди на монетах бактр. ΤΥΡΑΝΝΟΥΟΤΟΣ ΗPAΟΥ ΣΑΝΑΒ ΚΟϷϷΑΝΟΥ), відомий виключно за повновісними срібними монетами (чи не єдиними такої якості на той час в усьому регіоні). Ці монети були поширені на сході та півдні Бактрії, та їхнє карбування збігається у часі з династичною кризою у Парфії часів Артабана Аршака, осередком їхнього поширення була долина річки Вахш, яка, можливо, була доменом Кушан ще за часів правління Великих Юечжі.
Імовірним наступником Герая Санаба був ябгу Кудзула Кадфіз. Гіпотетично Кудзула очолив кушан близько/до 46 року. Його згадано на наслідуваннях монетам царя Гермея близько середини I ст. (реверс — Kujula Kasasa Kuṣana Yavugasa dhramathidasa). Саме в цей час Бактрія, імовірно, потрапила у залежність від парфян. Серед нумізматичних пам'яток середини I ст. відома низка монет з легендами «maharajasa rajarajarasa mahatasa Arṣakasa tratarasa jayatasa [Архівовано 1 травня 2021 у Wayback Machine.]» та «maharajasa rajarajasa mahatasa Arṣakasa tratarasa [Архівовано 1 травня 2021 у Wayback Machine.]» — великий цар, цар царів Великий Аршак. Як відомо, Аршак — тронне ім'я усіх без виключення парфянських царів. Й ці емісії, найімовірніше, підтверджують оповідь Тацита щодо подій у Парфії у 42-43 р.р., а саме:

| «(3) …Вардан, після низки вдалих битв, підкорив народи, що мешкали між названою річкою та річкою Сіндом, яка відокремлює дагів від аріїв… (5) Отже, встановивши пам'ятники та написавши на них написи, що славили його могутність й те, що жоден Аршакід до нього не обкладав ці племена даниною, Вардан повертається у Парфію, овіяний гучною славою, й тому ще нестриманіший та нестерпніший для власних підданих. Проти нього змовилися та під час полювання його вбили…»[15] |
Але за Вологеза Аршака, з принаймні 53 р., Кудзула Кадфіз виступив проти парфян, та, урешті-решт, підкорив до 64/65 р. інші племена тохарської спільноти та низку сакських дрібних утворень-скалок царства Гондофара, що, можливо підтверджують повідомлення Тацита, а саме:
- стосовно подій 58-59 років (An., XIII, 37 (6) [Архівовано 6 січня 2017 у Wayback Machine.]; XIV, 25 (2) [Архівовано 6 січня 2017 у Wayback Machine.]):

| «… Вологеза затримує заколот у Гірканії…»; «… парфяни були обмежені війною з гірканами. Тоді ж гіркани доправили до римського принцепса посольство з проханням укласти з ними спілку, нагадуючи, що вони стримують царя Вологеза. (3) Корбулон при поверненні послів надав їм охорону, аби, перейшовши Євфрат, їх не було схоплено ворожими загонами: їх супроводили до узбережжя Червоного моря, звідки, уникнувши меж парфянських, вони повернулися на батьківщину.» |
- стосовно подій 63 р. (An., XV, 2 (5) [Архівовано 6 січня 2017 у Wayback Machine.]) Вологез:

| «… припинив війну з гірканами, збирає головні сили та виступає з цим військом, загрожуючи римським провінціям.» |
Саме 64/65 р. датовано напис, у якому вперше засвідчено титул (безіменний) — Магараджа (великий цар) Кушан, (CKI 59: maharayasa Guṣaṇasa [Архівовано 19 березня 2017 у Wayback Machine.]), й відомі декілька емісій монет, битих близько цього часу, поєднані певними особливостями легенд, а саме:
- п'ятихалкова монета [Архівовано 1 травня 2021 у Wayback Machine.] з легендою «Devaputrasa Kuyala Kara Kapasa maharayasa rayatirasa»;
- п'ятихалкова монета [Архівовано 1 травня 2021 у Wayback Machine.] з легендою «Kuyula Kara Kapasa maharayasa rayatirayasa»;
- п'ятихалкова монета [Архівовано 1 травня 2021 у Wayback Machine.] з легендою «devaputrasa maharayasa rayatirayasa Kuṣaṇasa Kuyula Kara Kapasa».

Отже, якщо етимологія етноніму тохари від праір. *taṷa- + *gār- знайде додаткові підтвердження, то саме в цих емісіях можна бачити перше свідоцтво об'єднання усіх тохарських племен під владою ябгу Кушан Кудзули Кадфіза, який по цьому прийняв титул великий цар, цар царів, Тохар та присвятив цій події низку емісій п'ятихалкових монет. Нова титулатура Кудзули Кадфіза не набула визнання, й, з часом, він повернувся до титулу, який мав поширення ще за його попередника Санаба — бактр. ΚΟϷϷΑΝΟΥ.

### Розквіт та занепад

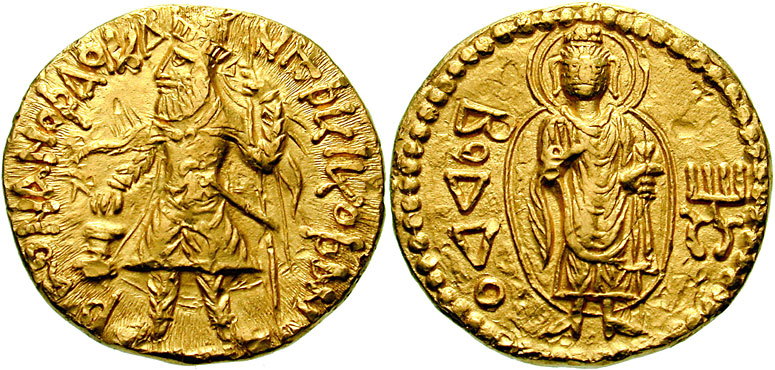
Монета Канишки I

Після 78 р., коли новий Кшатрап Узене визнав владу Кушан, від держави саків залишилися території на заході («малий» Сакастан).
У 87 р. до Хань прибула дипломатична місія з Кушанського царства. Від неї у Піднебесній стало відомо про утворення нової держави та про те, що незадовго до відправлення цього посольства Кудзула Кадфіз помер у віці більш як 80 років, та державу очолив його син. Це знайшло відображення у пізніших ханських хроніках. Ось як про це повідомляє Бань Гу: 
| «за сто з лишком років гуйшуанський сіхоу Кіоцзюкю напав та знищив чотирьох сіхоу та сам посів трон та став правителем. Царство почало зватися Гуйшуанським. Він почав воювати з Ансі, підкорив Гаофу, знищив Пуду та Гібінь, й оволодів їхніми землями. Кіоцзюкю жив більш як 80 років. По смерті його син Яньгаочжень одержав владу, й ще підкорив Індію, керування якою доручив одному зі своїх військових очільників. З цього часу юечжі зробилося найсильнішим та найзаможнішим Домом. Сусідні держави звали його гуйшуанським государем, але Хань залишило за ним попередню назву — Великий Юечжі».[17] |
Бань Гу називає наступником Кудзули Кадфіза його сина Яньгаочженя. З Рабатакського напису (IKEo 318 [Архівовано 12 листопада 2017 у Wayback Machine.]) відомо, що сина та наступника Кудзули звали Віма Такту.
В одному з відомих надписів на кхароштхі (CKI231 [Архівовано 1 травня 2021 у Wayback Machine.]) задекларовано таку титулатуру Віми Такту: 
| «(у рік) 279,[18] (день) 15 (македонського місяця) Горпіайоса. Цар царів, великий спаситель, Віма Такту Кушан, праведний, справедливий, бог, гідний вшанування, який взяв владу за власною волею…»[19] |
Тривалий час були невідомими монети з ім'ям Віми Такту, й з ним пов'язували та пов'язують численні емісії з легендою грец. ΒΑΣΙΛΕΥ ΒΑΣΙΛΕΥΩΝ ΣΩΤΗΡ ΜΕΓΑΣ — Цар Царів Великий Спаситель. Наразі відома принаймні одна емісія з легендою на кхар. Maharajaasa Rajadirajasa Devaputrasa Vima Takha — Великий цар, цар царів, син Бога Віма Таха. Легенда грец. ΣОТЕР МЕГАΣ може свідчити на корить того, що Віма Такту брав активну участь у боротьбі з парфянами. Окремо слід зазначити, що для політики перших (принаймні трьох) царів царів кушан характерним було демонстративне еллінофільство. Щодо цього висловлено достатню кількість різних думок, але жодна з них не отримала загального визнання, хоча напрацювання останніх років свідчать про значну еллінізацію кушанської (ймовірно, ширше — тохарської) верхівки.
Отже, у 86/87 р.  Віма Такту відправляє посольство до Хань, яке було на зворотньому шляху пограбовано та знищено ханським намісником у Кашгарі.
90 р.  за наказом Віми Такту підвладні саки провели каральну акцію у Кашгарі, яку китайські джерела називають безрезультатною.
За Віми Такту, як й за його сина й наступника Віми Кадфіза тривала експансія кушан на територіях сучасних Афганістану та Пакистану. До держави кушан ввійшла майже вся Північно-Західна та Центральна Індія.
Висловлено думку, що саме Віма Такту облаштував північні кордони кушан, звівши мережу фортифікаційних споруд у горах та на гірських перевалах, й організувавши спеціальну військово-адміністративну одиницю, очолювану намісником—каралрангом (бактр. καραλραγγο).
Найбільшого розквіту Кушанська держава досягла за часів царя царів Канішки Великого. У Рабатакському напису описано перші роки правління Канішки:
| «У рік перший … великий спаситель, Канішка Кушан, праведний, справедливий, самодержець, бог, гідний шани, який отримав владу від Нани та інших богів, який започаткував цей перший рік за богів милістю. Він видав указ грецькою та опісля переклав арійською. У перший рік було проголошено у Індії, у землях кшатрапів [кшатріїв?], в містах Кувадіано, Озоно, Загідо, Козамбо, Палаботро та аж до Зірітамбо всім правителям та можновладцям скоритися йому, й вони скорилися, й привели усю Індію під його волю. Після цар Канішка наказав Шафару каралрангу зробити у цій місцевості святилище, назване „Вода Богів“, на рівнині Касіг, для тих богів, які прийшли зі славною Уммою — згадана Нана, згадана Умма, Аурумуздо, Милостивий, Срошардо, Нарасау, Мііро (що індійською зветься Магасена та зветься Вішаха). Він наказав зобразити їх, цих богів, яких написано [імена], також він наказав зобразити царів таких: Кудзулу Кадфіза царя прадіда, Віму Такту царя діда, Віму Кадфіза царя батька та його, Канішку царя. Після [того, як] цар царів, божий син, наказав це, Шафар намісник зробив це святилище. Коли Піяш каралранг, та Шафар каралранг, та Нукунзук виконали наказ. Ці боги, що згадано вище, мають надати царю царів Канішці Кушану довічні здоров'я, щастя та переможність. І цар, син богів, заспокоїв усю Індію від першого року до шостого року. Храм, заснований в перший рік, а в третьому році теж … за наказом царя, багато служінь було наділено, багато жерців було наділено, багато … Цар Канішка дав святилище богам, і за ці вольниці … в [храмі] „Води Богів“…»[22] |
З цього напису ми бачимо наступне:
- введення загальнодержавної арійської мови (бактр. αριαο; наразі відома як бактрійська мова) та одночасна відмова від грецької (іонійської);
- розбудова великого святилища зі службою багатьом кушанським богам та сутностям маздаїзму, до яких Канішка приєднав власних пращурів та приєднався сам.

У цьому ж напису ми можемо побачити пд.-сх. кордони держави кушан — перелічено деякі міста та області Центральної Індії, які «корилися волі царя», а саме: Кунінда (бактр. κοοαδηανο), Удджайн (бактр. ωζονο), Сакета (бактр. Ζαγηδο), Каушамбі (бактр. Κωζαμβο), Шрі-Чампа (бактр. Ζιριταμβο), Паталіпутра (бактр. Παλαβοτρο). Отже, вже за часїв Віми Такту та Віми Кадфіза владу кушан було поширено на центральну Індію та деякі (чи всі) кшатрапії саків (відомі як Західні Кшатрапи).
В іншому, так званому Великому Сурхкотальському написі (IKEo 317 [Архівовано 28 жовтня 2017 у Wayback Machine.]), повідомляється наступне.
| «Це святилище (є) храмом Канішки Переможця, який було присвячено богу-царю Канішці. Коли святилище було вперше збудовано, воно не потребувало (води, та) внутрішні води пішли, й святилище було безводне, та коли було скоєно напад (прийшла посуха(?)) ворогами, то богів було переміщено з (їхнього) місця, а потім їх було доставлено до фортеці Лраф, й святилище було залишено. Коли Нукунзук каралранг, улюбленець царя, який є найдорожчим для царя, сина богів, другий (після царя?) у владі, благодійник, жалісливий, з щирими намірами до всіх живих істот, прийшов сюди в храм в році тридцять першому, (в) місяць нісан, то він обстежив святилище, він викопав цю криницю, і він дав воду, і він обмурував її (криницю) камінням, так щоби води вистачало людям в святилищі, й коли там може бути посуха, боги не мали б бути переміщеними з (їхнього) місця, і святилище не мало б порожніти. А над (криницю) добре він зробив водопідйомник, (та) він встановив резервуар, так що за допомоги цієї криниці (та) за допомоги цього водопідйомнику усе святилище перебувало у добробуті. І це добре, і криницю було зроблено мною, Бурзміхром сином Кузгашки, мешканцем Астілгана, рабом Нукунзука каралранга, за велінням царя. І цей напис було написано Міхраманом, сином Бурзміхра.»[22][23] |
Наявність таких теонімів, як Аурумуздо (Агура-Мазда), Милостивий (Будда), Міхро (Мітра) у єдиному переліку свідчить про абсолютну терпимість принаймні перших великих кушан до представників абсолютно різних релігій.
Окремої уваги заслуговує перший теонім — Нана. Висловлено низку різних припущень щодо походження цього теоніму — від близькосхідного до давньогрецького. Але, не виключаючи найрізноманітніших культурних (й, відповідно, міфологічних) запозичень кушанами й, ширше, усіма тохарами (в першу чергу елітами) за часів їхнього перебування на теренах Бактрії, згадка Нани не тільки правителями кушан, а й іншими династами-ябгу тохарів дають підстави для припущень, що Нана — головна богиня тохарського пантеону, їхній етнічний маркер на рівні міфу (на кшталт скіфської Табіті). Цьому не протирічить й іранська етимологія теоніму від праір. *nanā (укр. неня, мамо). На підставі аналізу певних сюжетів мистецтва (Нана(йя) верхи на леві) та епіграфічних пам'яток кушанського часу висловлено думку щодо існування щорічного свята Нани (Нанайї) у серпні, коли планета Венера на небосхилі входить до сузір'я Лева.
Титулатура царів кушан та існування храму царя Канішки біля міста Лрафа (у еліністичних джерелах — Драпсака), перепоховання пращурів Канішки у храмі «Води Богів» (тобто фактичне долучення Канішки та його пращурів до пантеону) дали підстави для припущень, що влада кушанських царів мала ознаки теократії.
Окрім посольств до Хань, відомо про послів кушан (в оригіналі лат. Bactrianorum — бактрійці) до імператора Адріана.
З етнічних тохарських територій Канішка переніс центр кушанської держави до Індії. Впливу в державі все більше набирав буддизм. У згаданому Великому Сурхкотальському написі до титулатури каралранга Нукунзука додано «…жалісливий, з щирими намірами до всіх живих істот…», що може свідчити про його прихильність чи навіть належність до буддистів. У офіційній титулатурі сина бога Канішки Кушана ми бачимо зовсім інше. Але протежувавши проведення Четвертого буддійського собору (точніше, одного з четвертих соборів), Канішка ввійшов в історію як один з великих царів-прихильників буддизму.
Наступником Канішки був Гувішка, якому, в свою чергу, наслідував Васудева. Наприкінці чи в перші роки опісля його правління «імперія» кушан швидко втрачає свою велич й території у Індії. Скалки донедавна могутньої держави захоплюються сусідами. Така доля спіткала й етнічні території кушан. У 232/33 р. у Кушанському царстві було започатковано нову еру, яка змінила Еру Канішки. Ймовірно, ця ера фіксує рік захоплення Кушанського царства Сасанідами, та перетворення її частини на одну з сатрапій — Кушаншахр. У напису шахіншаха Ірану Шапура I, який датовано 262 р., серед інших підвладних Шапуру царств згадано й «Кушаншахр, що влада його поширювалася на схід аж до Пашкабуру, а на захід та північ — до Кашу, Согду та кордонів Чача». Отжетам панували власні царі (шахи), але залежні відперського шахиншаха. Першим кушаншахом став Ардашир I. Отже, індійські території на цей час кушанами вже не контролювалися. Тут утворилася держава Падмаваті на чолі із династією Нагів. Після, близько, двох сторіч величі, держава кушан перетворилося на маленьке залежне царство, яке, час від часу, змінювало сюзеренів й остаточно зникло зі шпальтів історії у VI ст.

## Кушанські правителі, відомі з епіграфічних та нумізматичних джерел
Ябгу кушан (бактр. HIAOY) (близько 45 р. до н. е. — бл./до 65 р.)
- Санаб (бактр. ΣΑΝΑΒ) — (друга чверть I ст. н. е.), перший з відомих ябгу Кушан.
- Кудзула Кадфіз (бактр. Κοζουλο Καδφισο) — (бл. 46 р. — бл./до 85-86 р.); на 46 р. — ябгу (князь), на 65 р. — магараджа (великий цар) Кушан. Можливий наступник попереднього.

Царі царів кушан (бактр. ϸαονανο ϸαο κοϸανο) (до 64/65 — 235/236).
1. Кудзула Кадфіз (бактр. Κοζουλο Καδφισο)[28] — (бл. 46 — до 85/86); на 78/79 р. — «цар царів».
2. Віма Такту (бактр. Οοημο Τακτοο) — син та наступник попереднього, (до 85/86 — до 101/102);[29]
3. Віма Кадфіз (бактр. Οοημο Καδφισο) — син та наступник попереднього, (до 101/102 — 127/128);[30]
4. Канішка I (бактр. Κανηϸκι) — син та наступник попереднього, (1 — 23 Е. К. / 127/128—150/151);[31]
5. Гувішка (бактр. Οοηϸκι) (28 — 40 Е. К. / 150/151— 190/191);
6. Васудева (бактр. ΒΑΖΟΔΗΟ) — (64 (67) — 98 Е. К. / 190/191 (193/194)—225/226).